# Pitaszki
Pitaszki (ang. Birdz) – serial animowany produkcji kanadyjskiej. Zawiera 13 odcinków. Premiera serialu odbyła się 3 października 1998 roku. W Polsce odbyła się ona 15 marca 1999 na Canal+ z dubbingiem, a później 1 stycznia 2002 roku na kanale MiniMax w bloku MaxiStrefa. 2 listopada 2009 roku został wyemitowany na kanale KidsCo z nowym dubbingiem. 1 września 2016 roku serial pojawił się na kanale 2x2 TV.

## Fabuła
Eddie Storkowitz (w wersji dubbingowej z KidsCo jako Edzio Boćkowski) jest sympatycznym, wesołym ptaszkiem mieszkającym z gadatliwą rodziną w wielkim, przytulnym gnieździe. Jako że jest niezmiernie ciekawy świata i nie może usiedzieć w jednym miejscu, sprawia niekiedy spore kłopoty swoim najbliższym. Również i jego szkolna nauczycielka, pani Downey, narzeka czasami na zachowanie Eddiego, który jak większość nastolatków przeżywa liczne rozterki. Tak naprawdę jednak Eddiego trudno nie lubić, a jego radosny charakter przysparza mu licznych, oddanych przyjaciół.

## Wersja polska

### Wersja Canal+ i MiniMax
Opracowanie wersji polskiej: na zlecenie Canal+ – Start International Polska

Wystąpili
- Cezary Kwieciński – Eddie Storkowitz

i inni

### Wersja KidsCo
Wersja polska: Toya Sound Studios

Dialogi i reżyseria:
- Kamila Goworek,
- Anna Kalisiak

Wystąpili:
- Beata Olga Kowalska – Betty Boćkowska
- Jacek Łuczak – Pan Ćwirus
- Patryk Steczek –
  - Grzesio Dzięcioł,
  - Riley Kruk (odc. 10)
- Maciej Więckowski – Tommy
- Bożydar Murgan – aktor w Z jajchiwum X (odc. 1)
- Mariusz Siudziński – prezenter kanału pierwszego (odc. 3)
- Marek Lipski – drużynowy (odc. 8)

i inni
Lektor: Mariusz Siudziński

## Spis odcinków
| Premiera odcinka (Canal+) | N/o | Polski tytuł (wersja Canal+ i MiniMax) | Polski tytuł (wersja KidsCo)  | Angielski tytuł                    |
| ------------------------- | --- | -------------------------------------- | ----------------------------- | ---------------------------------- |
|                           |     |                                        |                               |                                    |
| Seria pierwsza            |     |                                        |                               |                                    |
|                           |     |                                        |                               |                                    |
| 15.03.1999                | 01  | Udręki wysiadywania                    | Agonia i ekstaza              | The Agony & the Eggstacy           |
|                           |     |                                        |                               |                                    |
| 16.03.1999                | 02  | Nie wszystko jest na sprzedaż          | Miłości nie kupisz            | Can't Buy Me Love                  |
|                           |     |                                        |                               |                                    |
| 17.03.1999                | 03  | Głuchy telefon                         | (Poczta pantoflowa)           | I Heard It Through the Grapevine   |
|                           |     |                                        |                               |                                    |
| 18.03.1999                | 04  | Wzlot i upadek                         | Wielki skok                   | One Giant Leap                     |
|                           |     |                                        |                               |                                    |
| 19.03.1999                | 05  | Pitaszki w czerni                      | Pitaszek z tłumu              | A Face in the Crowd                |
|                           |     |                                        |                               |                                    |
| 22.03.1999                | 06  | Ptakman                                | Birdman                       | Birdman                            |
|                           |     |                                        |                               |                                    |
| 23.03.1999                | 07  | Pora odlotu                            | (Tam gdzie są w maju ptaki)   | Let the Chicks Fall Where They May |
|                           |     |                                        |                               |                                    |
| 24.03.1999                | 08  | Święto ojca i syna                     | (Wyjście ojca z synem)        | Father and Son Campout             |
|                           |     |                                        |                               |                                    |
| 25.03.1999                | 09  | Śpiewać każdy może                     | Ptaszki i ptaszyny            | Gulls & Dolls                      |
|                           |     |                                        |                               |                                    |
| 26.03.1999                | 10  | Życie Rileya                           | Życie według Rileya           | The Life of Riley                  |
|                           |     |                                        |                               |                                    |
| 29.03.1999                | 11  | Czego się nie robi dla pieniędzy       | Dolary i rozum                | Dollars & Sense                    |
|                           |     |                                        |                               |                                    |
| 30.03.1999                | 12  | Nie dziób zdobi ptaka                  | (Wielki albo niewielki dziób) | Big Beak or Not Big Beak           |
|                           |     |                                        |                               |                                    |
| 31.03.1999                | 13  | Czterej muszkieterowie                 | Kruk krukowi                  | Birdz of a Feather                 |
|                           |     |                                        |                               |                                    |